# Baskil
Baskil là một huyện thuộc tỉnh Elazığ, Thổ Nhĩ Kỳ. Huyện có diện tích 1338 km² và dân số thời điểm năm 2007 là 15978 người, mật độ 12 người/km².